# Barrage de Burrendong
Le barrage de Burrendong est un barrage en remblai d'enrochement majeur avec un noyau d'argile à travers la rivière Macquarie en amont de Wellington dans la région centre-ouest de la Nouvelle-Galles du Sud, Australie. Le but du barrage comprend l'atténuation des inondations, l'irrigation, l'approvisionnement en eau et la production d'énergie hydroélectrique. Le barrage retient le lac Burrendong et est rempli par les eaux des rivières Macquarie et Cudgegong ainsi que du ruisseau Meroo.

## Histoire
L'idée de construire le barrage est née en 1909. Cependant, il fallut attendre 1946 pour qu'une loi soit adoptée pour construire le barrage. La construction commença en 1950. La ville de Mumbil s'agrandit pour accueillir les ouvriers qui construisaient le barrage . Le barrage fut achevé en avril 1965 et l'eau commença à y couler pour la première fois. Il fut officiellement inauguré le 18 août 1967 par Robert Askin, premier ministre de la Nouvelle-Galles du Sud. La date a été choisie parce que c'était le 150e anniversaire de la ville de Wellington. En septembre 1969, le barrage était presque plein pour la première fois .
Le village de Burrendong, autrefois une zone d'exploitation aurifère, fut inondé par la construction du barrage.

## Emplacement et caractéristiques
Le barrage Burrendong est un important barrage sur la rivière Macquarie dans la vallée Macquarie, à environ 30 km au sud-est de Wellington. Le barrage fut construit par la New South Wales Water Conservation & Irrigation Commission à des fins d'atténuation des inondations, d'irrigation et d'approvisionnement en eau,.
La hauteur du mur du barrage est de 76 mètres et mesure 1 116 mètres de long. La profondeur de l'eau est de 57 mètres et à 100% de sa capacité, le niveau d'eau est de 344 mètres AHD. La superficie du barrage est de 7 200 hectares et le bassin versant du barrage est de 13 900 km2 . À 100%, le barrage de Burrendong a une capacité de 1 118 000 mégalitres. De plus, le barrage a une capacité supplémentaire d'atténuation des crues de 480 000 mégalitres. Le déversoir sur le barrage est une goulotte en béton fermée avec une capacité de rejet de 13 720 m3/s .
Le barrage de Burrendong enregistra trois fois un niveau extrêmement bas de 1,5% en cas de sécheresse. À l'inverse, cependant, Burrendong atténua les inondations potentiellement dévastatrices en aval en utilisant sa capacité d'inondation et en libérant de l'eau conformément aux flux affluents en aval, atteignant en toute sécurité 160% de sa capacité en 1990 et 152,8% en 2010.[réf. nécessaire] . En janvier 2020, le lac a de nouveau été signalé à un niveau de 1,6% .
La première phase d'une mise à niveau majeure 32 millions de A$ australiens a commencé en 2010 et devrait s'achever en 2015. Ce projet mettra le barrage aux normes de sécurité modernes, y compris le rehaussement du mur principal du barrage et du barrage en selle de 1,8 mètre ainsi que des modifications au déversoir existant, complétées par la construction d'un déversoir auxiliaire et d'une digue fusible,.

### La production d'énergie
Une centrale hydroélectrique  génère jusqu'à 19 MW d'électricité provenant du débit de l'eau quittant le barrage de Burrendong. La puissance moyenne est de 50,9 gigawatts-heures par an . La station fut achevée en août 1996 et a officiellement été inaugurée le 9 février 1999 par le premier ministre de la Nouvelle-Galles du Sud, Bob Carr. À l'époque, l'installation était exploitée par Power Facilities Pty Limited et est maintenant gérée par AGL Energy.

## Voir également
- List of dams and reservoirs in Australia (en)